# Илюхин, Борис Семёнович
Борис Семёнович Илюхин (1947, Москва) — художник, график, скульптор, живописец, искусствовед, один из ведущих мастеров российской почтовой миниатюры, поэт, эссеист, педагог и странник.
- Член Творческого союза художников России[3]
- Член правления Союза литераторов России[4]
- Член-корреспондент Национальной академии филателии.[5] Его работа, посвященная М. И. Кутузову, была признана лучшей в России за период с 1992 по 2009 год.[6]
- Председатель клуба филателистов Центрального Дома работников искусств.[7]
- Основатель и руководитель школы эстетического воспитания и музыкально-литературной гостиной «Старая школа» (с 1980).[8]

## Биография
Родился в Москве в 1947 году. В возрасте десяти лет в 1956 году попал на обучение к художнику Петру Эмильевичу Бенделю, основавшему художественную изостудию на Ленинском проспекте в подвале дома № 68. Стал его первым и самым последовательным учеником. Затем окончил художественно-ремесленное училище, где получил профессию гравера. Сменил много работ, служил в армии, работал и учился в Московском академическом художественном училище памяти 1905 года. В 1975 году закончил Московский государственный заочный педагогический институт.
В 1980 году основал собственную изостудию под названием «Старая школа», которая спустя 5 лет по просьбе П. Э. Бенделя, вышедшего на пенсию, переехала в помещение на Ленинском проспекте.
С 1985 до начала 2010-х годов успешно сотрудничал с издательством «Марка». Автор многотиражных серий почтовых миниатюр, таких как «Актеры Российского кино», «Русские мореплаватели», «Герои Отечественной войны 1812 года», «Патриархи Земли Русской» и др.; а также портретов писателей Л. Н. Толстого, Ф. М. Достоевского, С. А. Есенина, И. Э. Бабеля, М. М. Зощенко, Л. Н. Андреева, А. И. Куприна, М. И. Цветаевой; политических деятелей А. Д. Сахарова, Б. Н. Ельцина и мн. др.
Работы Бориса Илюхина хранятся в Государственном музее-заповеднике С. Рахманинова (г. Ивановка, Тамбовская область), Государственном театральном музее им. А. А. Бахрушина, в музеях московских театров и в частных коллекциях в Италии, Германии, Испании, Швейцарии; оригиналы почтовых миниатюр хранятся в Российском государственном музее связи.
В 2012 году в Государственном литературном музее (Москва, Петровка 28) состоялась персональная выставка художника «Литературная иконография в почтовых миниатюрах», посвящённая писателям XIX—XX вв. и их произведениям.
По представлению Союза литераторов России в 2014 году стал госстипендиатом в номинации «Выдающийся деятель искусства и культуры России». Автор более десяти поэтических книг, таких как «Сонеты», «Я чувствам нарекаю имена», «Из всех увещеваний мудрецов», «Старая школа», серии искусствоведческих эссе.
В 2011 году стихи поэта публиковались в «Русском переплёте»
Организатор музыкально-поэтического салона. С 1990-х годов по нынешнее время еженедельно проводит творческие вечера и концерты, на которых собираются музыканты и поэты из разных городов.
Сам Илюхин говорит о себе: «Я не только работаю над почтовыми миниатюрами. Я и писатель, увлекаюсь поэзией (поэтический псевдоним БоИ), руковожу художественной студией, которую унаследовал от своего педагога, я страстный меломан, поклонник Дам и Эпикуреец. <…> А, кроме того, я пишу портреты. Я родился в трудную для Родины пору, но под крылом мудрейшего из ангелов. Он, или бытийные обстоятельства, предоставили мне достаточно жизненных испытаний, позволивших мне стать, как мне кажется, личностью. Судьба дала мне в наставники — мудрецов, в друзья — верных и преданных, во враги — достойных. Мой Ангел не дал мне покоя, и каждое качество моей души отшлифовал соответствующим образом. Терпение сделало меня учителем, а жизнь привела ко мне талантливейших».